# Marans (Charente-Maritime)
Pour les articles homonymes, voir Marans.
Marans [maʁɑ̃]  est une commune du Sud-Ouest de la France située dans le département de la Charente-Maritime (région Nouvelle-Aquitaine). Ses habitants s'appellent les  Marandais et les Marandaises.
Marans a la particularité d'être la commune la plus étendue du département de la Charente-Maritime. Avec une superficie totale de 82,49 km2, elle est presque aussi grande que l'île de Ré (85 km2).
C'est également la commune la plus septentrionale de la Charente-Maritime, considérée comme la « porte de l'Aunis », ancienne province, à laquelle elle a toujours appartenu depuis ses origines.
Marans est aujourd'hui une cité fluviale sur la Sèvre niortaise, un port de plaisance actif et un centre touristique.

## Géographie

### Localisation
La commune la plus septentrionale de Charente-Maritime
Marans est une commune située au nord-ouest du département de la Charente-Maritime, à proximité du département de la Vendée qui appartient à la région des Pays de la Loire ; elle est de fait la commune la plus septentrionale de Charente-Maritime.

Position de Marans en Charente-Maritime.

Par sa situation géographique dans le nord de l'ancienne province d'Aunis, elle était considérée comme la « porte de l'Aunis » d'autant qu'elle confine avec le Poitou, ancienne province avec laquelle Marans a toujours eu des échanges fructueux, surtout avec Niort, dont elle était considérée comme l'avant-port jusqu'au XIXe siècle.
Sur un plan plus général, Marans est située dans la partie sud-ouest de la France, au centre de la côte atlantique dont elle est distante de quelques kilomètres à vol d'oiseau, faisant partie du « midi atlantique ».
Une petite cité fluviale
La commune est arrosée d'est en ouest par la Sèvre Niortaise, fleuve côtier qui sert de délimitation administrative avec le département voisin de la Vendée.
Cité fluviale s'étendant sur les deux rives du fleuve, son port est situé à moins d'une dizaine de kilomètres de la baie de l'Aiguillon et de l'océan Atlantique où le fleuve vient se jeter dans une embouchure qui tend à s'envaser.
La ville est également un lieu de contact au sein du Parc Naturel Régional du Marais Poitevin, sa position la plaçant dans le  marais desséché, par opposition au marais mouillé situé un peu plus à l'est.

### Communes limitrophes
| Sainte-Radégonde-des-Noyers (Vendée) | Chaillé-les-Marais (Vendée) | La Taillée, Le Gué-de-Velluire (Vendée) |
| Charron                              | Marans                      | L'Île-d'Elle (Vendée)                   |
| Andilly                              | Longèves                    | Saint-Jean-de-Liversay, Nuaillé-d'Aunis |

#### Accès
Ville de transit par excellence plutôt que carrefour routier, Marans est desservie par des voies de communication multiples (routes, voie ferrée, canaux) mais, au fil des décennies, la cité est devenue un goulot d'étranglement pour le trafic routier qui n'a cessé de s'amplifier.

##### Une ville située sur un axe routier au trafic dense
Située à une vingtaine de kilomètres au nord de La Rochelle et à 130 km au sud de Nantes, Marans bénéficie d'une position géographique particulière sur un des axes routiers les plus fréquentés du Centre-Ouest de la France.
La ville est en effet traversée du nord au sud par la RD 137 (ex-RN 137 jusqu'en 2006) qui relie Saint-Malo à Saint-André-de-Cubzac via La Rochelle et qui constitue une des artères routières les plus importantes du département de la Charente-Maritime et du Centre-Ouest de la France.
À cause de la densification considérable du trafic routier sur la RD 137, et notamment le trafic des poids-lourds (malgré un arrêté préfectoral, non respecté, interdisant la traversée de Marans par les camions), il est nécessaire de créer un contournement pour soulager le centre-ville asphyxié. Ce contournement est en cours d'aménagement. Une partie a été mise en service en décembre 2010 par les conseils généraux de Charente-Maritime et de Vendée et concerne l'aménagement de l'axe routier constitué par les RD 9-RD 10a-RD 137. Il est représenté par les déviations de Puilboreau, Saint-Xandre et Villedoux en Charente-Maritime et de Puyravault, Moreilles et bientôt Saint-Jean-de-Beugné en Vendée. Des aménagements, inscrits dans le Schéma Routier Départemental de la Charente-Maritime, compléteront ce contournement. Cependant rien ne garantit que ces aménagements de voies existantes permettent de résoudre les difficultés.
Le projet de l'autoroute A831 devant relier Rochefort à Fontenay-le-Comte (lien entre l'A83 et l'A837), déclaré d’utilité publique en 2005 a été abandonné en 2015 en raison de sa traversée du marais poitevin et du marais de Rochefort, deux grandes zones humides, qui générait une vive opposition. Toutefois, le contournement de la commune de Marans est, quant à lui, encore à l'ordre du jour.

##### Une halte ferroviaire en devenir
Marans est depuis la seconde moitié du XIXe siècle desservie par une voie ferrée qui contourne la ville au sud et à l'est et la met en contact avec La Rochelle et Nantes. Il s'agit de la ligne ferroviaire Nantes-Bordeaux qui dessert notamment les gares de la Roche-sur-Yon et de La Rochelle, même si aujourd'hui, la gare de Marans est fermée au trafic des voyageurs. Cependant, un projet de liaisons cadencées ferroviaires est en cours d'étude dans le cadre des relations interurbaines entre Marans et La Rochelle et permettrait notamment de réduire le trafic routier intense entre ces deux villes.

##### Un port de plaisance actif

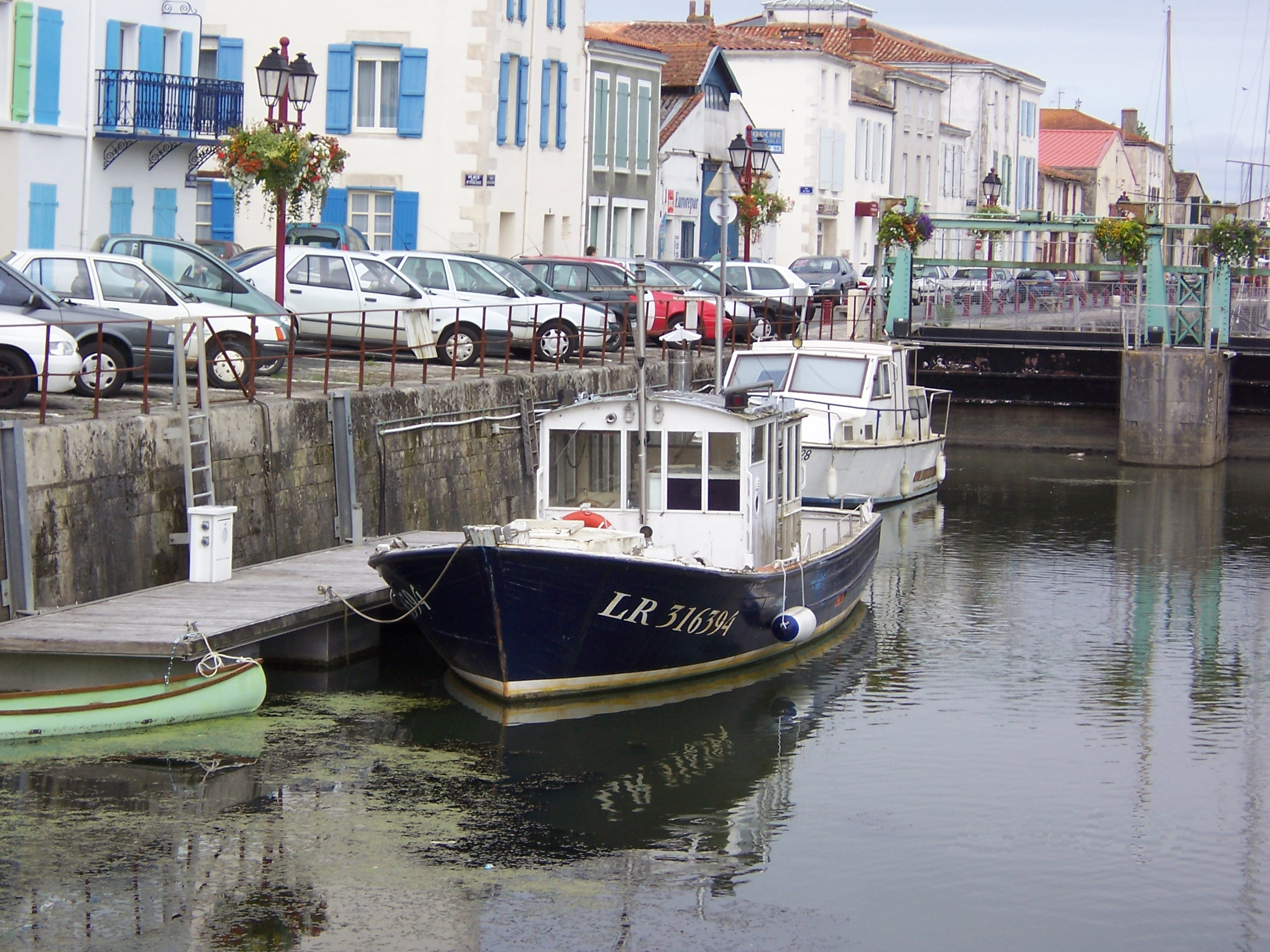
Le port de Marans sur le canal de la Sèvre niortaise.

La Sèvre niortaise qui fut pendant de longs siècles une grande artère fluviale pour le trafic maritime ne joue plus ce rôle depuis que sa partie amont entre Niort et Marans a été déclassée en tant que voie navigable. Ancien port de commerce reconverti aujourd'hui en port de plaisance, Marans a fait aménager ses bassins à flot pour l'accueil des bateaux de plaisance qui empruntent un canal de dérivation.
Son port de plaisance qui peut recevoir 180 bateaux de plaisance place la ville à 7 miles (12,9 km) de l'océan Atlantique, 15 miles (27,7 km) de Saint-Martin-de-Ré et 19 miles (35,2 km) de La Rochelle. L'accès au port, au cœur du centre-ville, se fait par le pont et l'écluse du Brault qui n'ouvrent qu'une fois par jour au moment de la pleine mer.

##### Une ville proche de l'aéroport de La Rochelle
L'aéroport le plus proche se trouve à une vingtaine de kilomètres au sud de Marans : l'aéroport de La Rochelle - île de Ré a notamment développé des relations très serrés avec les iles Britanniques dont nombre de leurs ressortissants se sont fixés dans la région.

### Le cadre géographique

#### Géologie
La commune de Marans repose dans sa totalité sur une assise calcaire-marneuse du Jurassique et a la particularité géologique de former l'extrémité septentrionale du bassin aquitain, représenté par les derniers terrains du vaste promontoire calcaire de l'Aunis.
Dans la commune de Marans, le substratum rocheux de l'Aunis forme en effet l'extrémité septentrionale du bassin aquitain où il rencontre les premiers contreforts du Massif armoricain au nord, dans le département voisin de la Vendée.
Sur ce substratum calcaire se sont déposées à la fois des alluvions d'origine fluviatile à la fin du Quaternaire et des sédiments d'origine marine, ces derniers étant issus de l'ancien golfe des Pictons, comblé progressivement dans les deux derniers millénaires et prenant la forme actuelle des marais littoraux et asséchés.

#### Hydrographie
La ville est bâtie sur une ancienne île calcaire du golfe des Pictons qui, dès l'époque médiévale, fut drainé formant par la suite de vastes marécages. Ces derniers furent irrigués par de très nombreux canaux et sont devenus le domaine du Marais poitevin desséché.
La Sèvre niortaise traverse d'est en ouest la ville de Marans, où la marée se fait sentir, permettant depuis le Moyen Âge l'établissement d'un port fluvial. Ce fleuve côtier se jette à une quinzaine de kilomètres de son embouchure, à l'Ouest, dans l'anse de l'Aiguillon, sur l'océan Atlantique.
Marans est située à environ deux kilomètres en aval du lieu de confluence de la Vendée et de la Sèvre niortaise. La rivière Vendée sert de délimitation administrative avec le département voisin de la Vendée sur plus de sept kilomètres à l'Est de la commune (entre L'Ile-d'Elle et Le Gué-de-Velluire qui sont deux communes situées au sud du département de la Vendée).
Par ailleurs, Marans est au cœur d'un réseau dense de canaux, dont les plus importants sont les suivants :
- Le canal de Marans à La Rochelle, qui est également dénommé canal de Rompsay et canal de Marans selon l'endroit, partage avec celui de La Bridoire la plus grande longueur en Charente-Maritime. Il traverse la commune de Marans du nord au sud, étant longé par la voie ferrée Nantes-Bordeaux. Il rejoint le port fluvial en confluant avec le canal maritime de Marans à la mer à l'ouest de la ville par le moyen d'une porte-écluse.
- Le canal maritime de Marans à la mer, qui coule en aval du port fluvial de Marans, est un canal de dérivation de cinq kilomètres de longueur, servant aujourd'hui de voie de transit pour les bateaux de plaisance. Il raccourcit singulièrement la distance de la ville à la mer, puisque le port fluvial n'est plus qu'à neuf kilomètres de l'embouchure de la Sèvre niortaise.
- Le canal de la Banche et le canal de la Brune s'écoulent tous deux au sud de la ville et rejoignent la Sèvre niortaise au lieu-dit les Ecluses  du Brault, dans la commune de Charron, à l'ouest de Marans. Ce sont de très importants collecteurs pour le drainage du marais desséché poitevin.
- Le canal de Mouillepied, le canal du Marais Sauvage et le canal de Vix s'écoulent au nord de la Sèvre niortaise, d'est en ouest, jusqu'au lieu-dit les Portes de Vix, situé tout à l'ouest de la commune de Marans, à la limite du département de la Vendée. Ce lieu-dit qui appartient à la commune de Marans se situe au nord du site les Ecluses du Brault (commune de Charron, en Charente-Maritime).

#### Climat
Le climat est de type océanique : la pluviométrie est relativement élevée en automne et en hiver et les hivers sont doux. L'été reste tempéré grâce à la brise marine. Deux vents venant de l'océan, le noroît et le suroît, soufflent sur les côtes du département. L'ensoleillement de la côte charentaise est très important : avec 2 250 heures par an, il est comparable à celui que connaît une partie de la côte méditerranéenne.
Les relevés de la station météorologique de La Rochelle entre 1946 et 2000 permettent de déterminer quelques dates majeures au point de vue climatique en Charente-Maritime : ainsi, au cours de ce laps de temps, la température la plus froide est relevée le 15 février 1956 : −13,6 °C. 
Un pic de température (dépassé seulement au cours de la canicule de 2003) est atteint le 8 juillet 1982 avec près de 39 °C à l'ombre. 
Si 1953 est considérée comme l'année la plus sèche, 2000 est au contraire la plus pluvieuse.
La Charente-Maritime est le département français qui a été le plus durement touché par l'ouragan Martin du 27 décembre 1999.
La station météorologique de Météo-France installée sur la commune et mise en service en 1858 permet de connaître en continu l'évolution des indicateurs météorologiques. Le tableau détaillé pour la période 1991-2020 est présenté ci-après.
| Mois                                  | jan.        | fév.          | mars          | avril        | mai          | juin         | jui.         | août         | sep.         | oct.         | nov.         | déc.         | année     |
| ------------------------------------- | ----------- | ------------- | ------------- | ------------ | ------------ | ------------ | ------------ | ------------ | ------------ | ------------ | ------------ | ------------ | --------- |
| Température minimale moyenne (°C)     | 3,4         | 2,9           | 4,8           | 6,7          | 10           | 12,9         | 14,4         | 14,3         | 11,9         | 9,8          | 6,1          | 3,7          | 8,4       |
| Température moyenne (°C)              | 6,6         | 7             | 9,6           | 11,9         | 15,4         | 18,5         | 20,3         | 20,4         | 17,8         | 14,3         | 9,8          | 7            | 13,2      |
| Température maximale moyenne (°C)     | 9,7         | 11,1          | 14,4          | 17,2         | 20,8         | 24,1         | 26,3         | 26,5         | 23,7         | 18,9         | 13,6         | 10,3         | 18        |
| Record de froid (°C) date du record   | −13 17.1987 | −10,7 12.2012 | −10,5 01.2005 | −4 12.1986   | −0,4 01.2016 | 2 05.1969    | 6,1 08.1996  | 5,5 31.1986  | 2 21.1977    | −3,9 30.1997 | −8,3 17.2007 | −9,9 29.2005 | −13 1987  |
| Record de chaleur (°C) date du record | 18 27.1983  | 23,4 27.2019  | 25,8 31.2021  | 30,4 30.2005 | 32,6 30.2003 | 40,5 18.2022 | 40,1 18.2022 | 39,6 07.2003 | 34,8 12.2022 | 31,3 02.2011 | 22,8 08.2015 | 19,5 16.1989 | 40,5 2022 |
| Précipitations (mm)                   | 72,2        | 55,1          | 55,8          | 55,8         | 54,7         | 43,7         | 39,7         | 45,1         | 60,2         | 82,8         | 88,7         | 85,8         | 739,6     |

| Ville             | Ensoleillement · (h/an) | Pluie · (mm/an) | Neige · (j/an) | Orage · (j/an) | Brouillard · (j/an) |
| ----------------- | ----------------------- | --------------- | -------------- | -------------- | ------------------- |
| Médiane nationale | 1 852                   | 835             | 16             | 25             | 50                  |
| Marans            | 2 250                   | 755             | 4              | 13             | 26                  |
| Paris             | 1 717                   | 634             | 13             | 20             | 26                  |
| Nice              | 2 760                   | 791             | 1              | 28             | 2                   |
| Strasbourg        | 1 747                   | 636             | 26             | 28             | 69                  |
| Brest             | 1 555                   | 1 230           | 6              | 12             | 78                  |
| Bordeaux          | 2 070                   | 987             | 3              | 32             | 78                  |

## Urbanisme

### Typologie
Au 1er janvier 2024, Marans est catégorisée bourg rural, selon la nouvelle grille communale de densité à 7 niveaux définie par l'Insee en 2022.
Elle appartient à l'unité urbaine de Marans, une unité urbaine monocommunale constituant une ville isolée,. Par ailleurs la commune fait partie de l'aire d'attraction de La Rochelle, dont elle est une commune de la couronne,. Cette aire, qui regroupe 72 communes, est catégorisée dans les aires de 200 000 à moins de 700 000 habitants,.

### Occupation des sols
L'occupation des sols de la commune, telle qu'elle ressort de la base de données européenne d’occupation biophysique des sols Corine Land Cover (CLC), est marquée par l'importance des territoires agricoles (96,4 % en 2018), une proportion sensiblement équivalente à celle de 1990 (96,9 %). La répartition détaillée en 2018 est la suivante : 
terres arables (78 %), prairies (12,6 %), zones agricoles hétérogènes (5,8 %), zones urbanisées (2,7 %), espaces verts artificialisés, non agricoles (0,5 %), zones industrielles ou commerciales et réseaux de communication (0,4 %). L'évolution de l’occupation des sols de la commune et de ses infrastructures peut être observée sur les différentes représentations cartographiques du territoire : la carte de Cassini (XVIIIe siècle), la carte d'état-major (1820-1866) et les cartes ou photos aériennes de l'IGN pour la période actuelle (1950 à aujourd'hui).

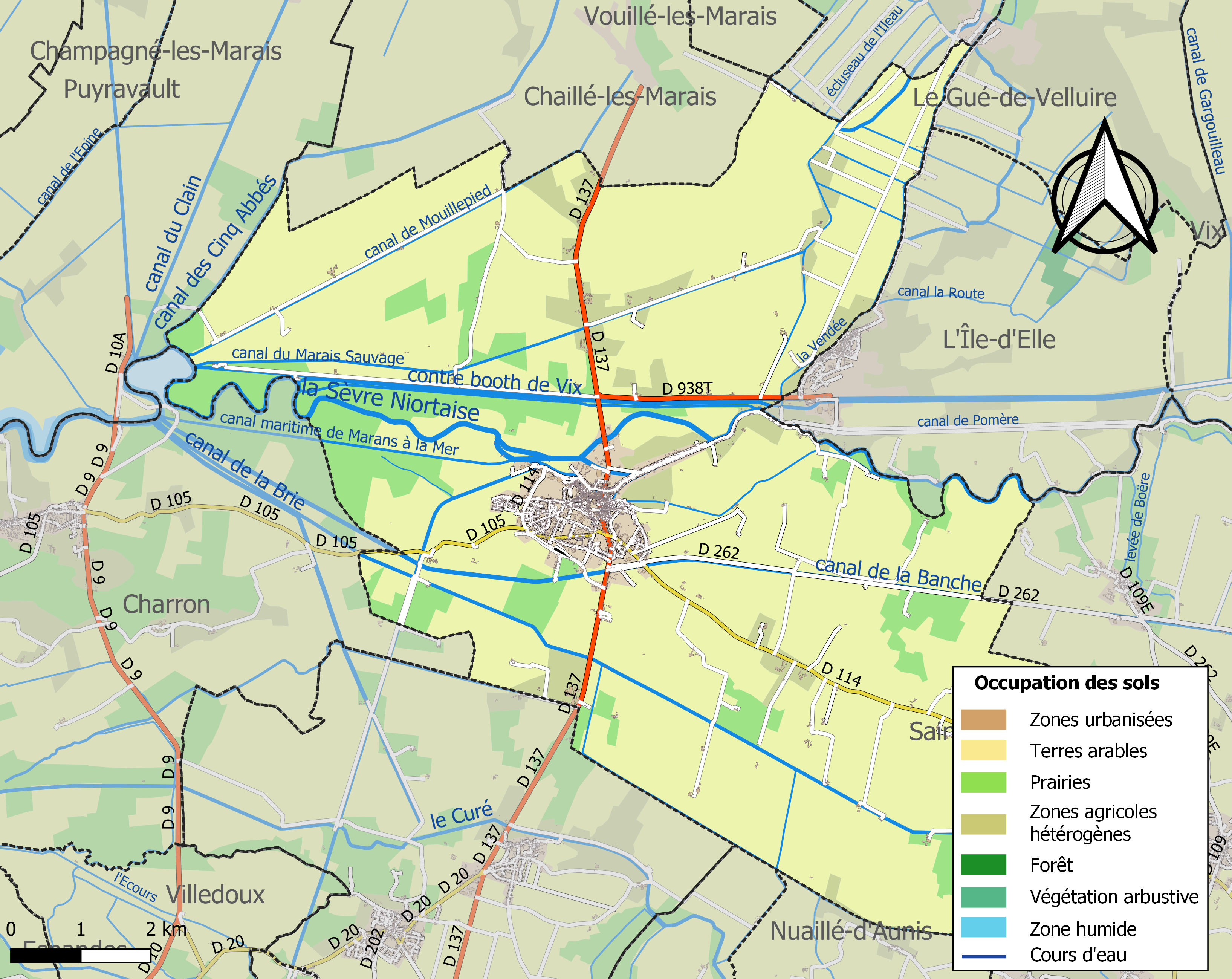
Carte des infrastructures et de l'occupation des sols de la commune en 2018 (CLC).

### Risques majeurs
Le territoire de la commune de Marans est vulnérable à différents aléas naturels : météorologiques (tempête, orage, neige, grand froid, canicule ou sécheresse), inondations, mouvements de terrains et séisme (sismicité modérée). Il est également exposé à un risque technologique, le transport de matières dangereuses. Un site publié par le BRGM permet d'évaluer simplement et rapidement les risques d'un bien localisé soit par son adresse soit par le numéro de sa parcelle.

#### Risques naturels
La commune fait partie du territoire à risques importants d'inondation (TRI) de la baie de l'Aiguillon, regroupant 16 communes concernées par un risque de submersion marine sur le secteur de La Baie d’Aiguillon (6 en Charente-Maritime et 10 en Vendée), un des 21 TRI qui ont été arrêtés fin 2012 sur le bassin Loire-Bretagne et confirmé en 2018 lors du second cycle de la Directive inondation. Les submersions marines les plus marquantes des XXe et XXIe siècles antérieures à 2019 sont celles liées à la tempête du 16 novembre 1940, à la tempête du 15 février 1957, aux tempêtes Lothar et Martin des 26 et 27 décembre 1999 et à la tempête Xynthia des 27 et 28 février 2010. C’est à la suite de cette tempête que l’État a défini des zones de solidarité où les parcelles considérées comme trop dangereuses pour y maintenir des maisons peuvent à terme être expropriées, sur les communes de La Faute-sur-Mer et de L'Aiguillon-sur-Mer (Vendée), et Charron (Charente-Maritime). Les maisons situées dans ces zones, soumises à enquête publique, ont fait l'objet soit d'un rachat à l'amiable par l'État, soit, au terme d'une enquête publique, d'une expropriation. Des cartes des surfaces inondables ont été établies pour trois scénarios : fréquent (crue de temps de retour de 10 ans à 30 ans), moyen (temps de retour de 100 ans à 300 ans) et extrême (temps de retour de l'ordre de 1 000 ans, qui met en défaut tout système de protection),. La commune a été reconnue en état de catastrophe naturelle au titre des dommages causés par les inondations et coulées de boue survenues en 1982, 1993, 1999 et 2010,.

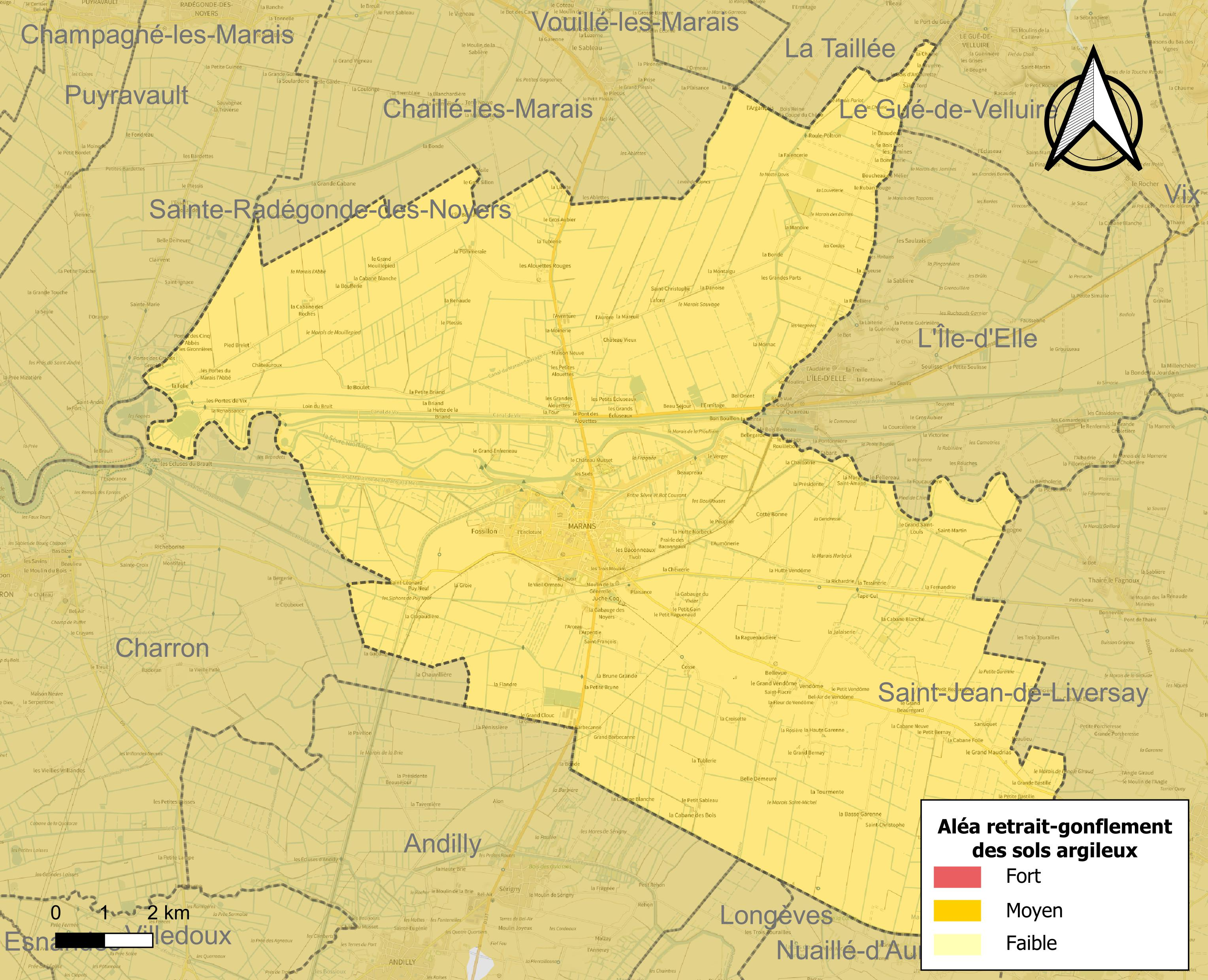
Carte des zones d'aléa retrait-gonflement des sols argileux de Marans.

Les mouvements de terrains susceptibles de se produire sur la commune sont des tassements différentiels.
Le retrait-gonflement des sols argileux est susceptible d'engendrer des dommages importants aux bâtiments en cas d’alternance de périodes de sécheresse et de pluie. La totalité de la commune est en aléa moyen ou fort (54,2 % au niveau départemental et 48,5 % au niveau national). Sur les 2 036 bâtiments dénombrés sur la commune en 2019, 2 036 sont en aléa moyen ou fort, soit 100 %, à comparer aux 57 % au niveau départemental et 54 % au niveau national. Une cartographie de l'exposition du territoire national au retrait gonflement des sols argileux est disponible sur le site du BRGM,.
Par ailleurs, afin de mieux appréhender le risque d’affaissement de terrain, l'inventaire national des cavités souterraines permet de localiser celles situées sur la commune.
Concernant les mouvements de terrains, la commune a été reconnue en état de catastrophe naturelle au titre des dommages causés par la sécheresse en 1989, 1991, 1996, 2003, 2005, 2011 et 2017 et par des mouvements de terrain en 1999 et 2010.

#### Risques technologiques
Le risque de transport de matières dangereuses sur la commune est lié à sa traversée par une ou des infrastructures routières ou ferroviaires importantes ou la présence d'une canalisation de transport d'hydrocarbures. Un accident se produisant sur de telles infrastructures est susceptible d’avoir des effets graves sur les biens, les personnes ou l'environnement, selon la nature du matériau transporté. Des dispositions d’urbanisme peuvent être préconisées en conséquence.

## Démographie

### Évolution démographique
L'évolution du nombre d'habitants est connue à travers les recensements de la population effectués dans la commune depuis 1793. Pour les communes de moins de 10 000 habitants, une enquête de recensement portant sur toute la population est réalisée tous les cinq ans, les populations de référence des années intermédiaires étant quant à elles estimées par interpolation ou extrapolation. Pour la commune, le premier recensement exhaustif entrant dans le cadre du nouveau dispositif a été réalisé en 2006.

En 2022, la commune comptait 4 487 habitants, en évolution de −0,66 % par rapport à 2016 (Charente-Maritime : +4,04 %, France hors Mayotte : +2,11 %).
| 1793  | 1800  | 1806  | 1821  | 1831  | 1836  | 1841  | 1846  | 1851  |
| ----- | ----- | ----- | ----- | ----- | ----- | ----- | ----- | ----- |
| 4 400 | 3 902 | 3 764 | 3 997 | 4 041 | 4 557 | 4 713 | 4 860 | 4 645 |

| 1856  | 1861  | 1866  | 1872  | 1876  | 1881  | 1886  | 1891  | 1896  |
| ----- | ----- | ----- | ----- | ----- | ----- | ----- | ----- | ----- |
| 4 586 | 4 510 | 4 534 | 4 284 | 4 527 | 4 736 | 4 927 | 4 609 | 4 515 |

| 1901  | 1906  | 1911  | 1921  | 1926  | 1931  | 1936  | 1946  | 1954  |
| ----- | ----- | ----- | ----- | ----- | ----- | ----- | ----- | ----- |
| 4 387 | 4 459 | 4 427 | 3 828 | 3 707 | 3 575 | 3 584 | 3 377 | 3 711 |

| 1962  | 1968  | 1975  | 1982  | 1990  | 1999  | 2006  | 2011  | 2016  |
| ----- | ----- | ----- | ----- | ----- | ----- | ----- | ----- | ----- |
| 3 680 | 3 833 | 3 987 | 4 289 | 4 170 | 4 375 | 4 654 | 4 622 | 4 517 |

| 2021  | 2022  | - | - | - | - | - | - | - |
| ----- | ----- | - | - | - | - | - | - | - |
| 4 500 | 4 487 | - | - | - | - | - | - | - |

### Pyramide des âges
La population de la commune est relativement âgée.
En 2018, le taux de personnes d'un âge inférieur à 30 ans s'élève à 28,5 %, soit en dessous de la moyenne départementale (29 %). À l'inverse, le taux de personnes d'âge supérieur à 60 ans est de 36,1 % la même année, alors qu'il est de 34,9 % au niveau départemental.
En 2018, la commune comptait 2 130 hommes pour 2 359 femmes, soit un taux de 52,55 % de femmes, légèrement supérieur au taux départemental (52,15 %).
Les pyramides des âges de la commune et du département s'établissent comme suit.
| Hommes | Classe d’âge | Femmes |
| ------ | ------------ | ------ |
| 1,3    | 90 ou +      | 3,2    |
| 11,1   | 75-89 ans    | 14,8   |
| 21,3   | 60-74 ans    | 20,2   |
| 20,0   | 45-59 ans    | 20,5   |
| 15,2   | 30-44 ans    | 15,0   |
| 14,1   | 15-29 ans    | 12,3   |
| 16,9   | 0-14 ans     | 14,1   |

| Hommes | Classe d’âge | Femmes |
| ------ | ------------ | ------ |
| 1,1    | 90 ou +      | 2,6    |
| 10,1   | 75-89 ans    | 12,6   |
| 22     | 60-74 ans    | 23,2   |
| 20,1   | 45-59 ans    | 19,7   |
| 16,1   | 30-44 ans    | 15,6   |
| 15,2   | 15-29 ans    | 12,7   |
| 15,4   | 0-14 ans     | 13,6   |

## Économie

### Un pôle urbain structurant en Pays d'Aunis
Les activités économiques font de Marans un des trois pôles urbains structurants du Pays d'Aunis, avec Surgères (environ 6 500 habitants) et Aigrefeuille-d'Aunis (bientôt 4 000 habitants).

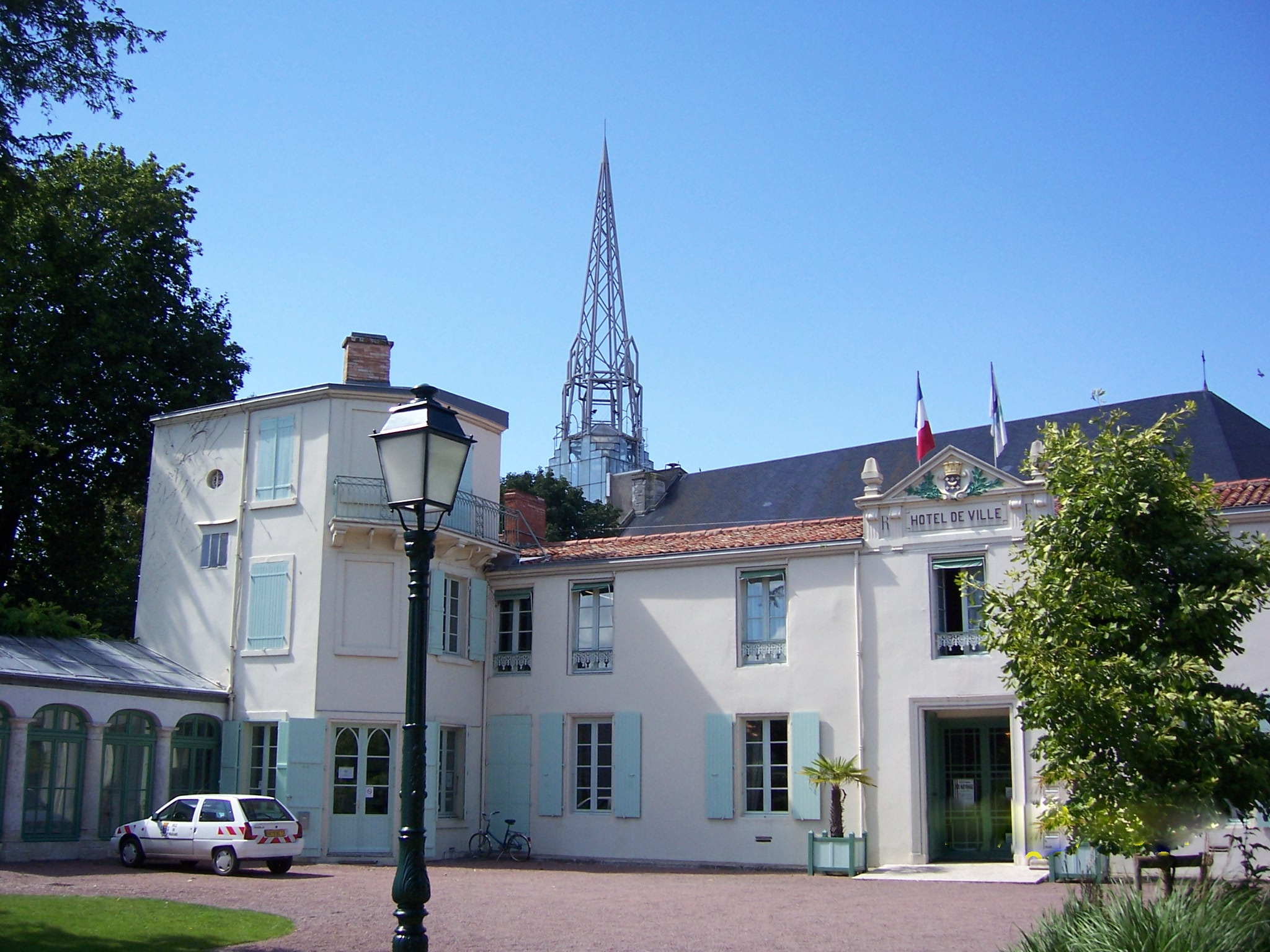
La mairie de Marans et au fond le clocher moderne de l'église.

Dans le cadre de l’élaboration du Schéma de cohérence territoriale (S.CO.T.) du Pays d’Aunis, mis en place dès 2008, qui regroupe 52 communes et comptera 79 000 habitants à l’horizon 2015 (62 682 habitants en 2007), Marans est appelée à jouer un rôle non négligeable, malgré la proximité de La Rochelle qui peut aussi parfois être perçue comme un atout.
Si Marans n’est pas une « ville-dortoir » de la grande banlieue de La Rochelle, la ville doit préserver et diversifier ses différentes activités économiques pour devenir un centre urbain attractif dans le Pays d'Aunis.
Les secteurs économiques à Marans en 2007
|                   | Primaire | Industrie | BTP   | Tertiaire |
| ----------------- | -------- | --------- | ----- | --------- |
| Marans            | 5,3 %    | 28,6 %    | 6,6 % | 59,5 %    |
| Charente-Maritime | 6,6 %    | 10,3 %    | 9,8 % | 73,3 %    |

Marans apparaît comme une ville industrielle en Charente-Maritime où le secteur secondaire (industrie et BTP) représente 35,2 % de l'emploi total de la ville, soit plus d'un tiers alors qu'en Charente-Maritime, il n'est tout juste que d'un cinquième (20,1 % en 2007). Par conséquent, le secteur tertiaire apparaît comme beaucoup moins développé à Marans par rapport à la Charente-Maritime, même si plus de la moitié des emplois se trouve dans cette catégorie.
Les secteurs d'activité à Marans en 2007
| Secteur économique                   | Nombre d'emplois | Proportion |
| ------------------------------------ | ---------------- | ---------- |
| Secteur primaire                     | 99               | 5,3 %      |
| Industrie                            | 534              | 28,6 %     |
| B.T.P.                               | 122              | 6,6 %      |
| Commerces, transports, services      | 631              | 33,8 %     |
| Administrations, enseignement, santé | 478              | 25,6 %     |
| Emploi total                         | 1 864            | 100 %      |

Comme le montre le tableau ci-dessus, la part de l'emploi industriel est importante à Marans, qui peut être qualifiée de « centre industriel » en Charente-Maritime même si, aujourd'hui, le secteur tertiaire (commerces, services, administrations, santé et enseignement) occupe la majorité des emplois de la ville avec 59,4 % en 2007. En fait, cette proportion du secteur tertiaire est nettement inférieure à d'autres villes du département beaucoup plus tertiarisées en raison cette fois de leur très faible industrialisation, mais demeure semblable à d'autres villes de l'Aunis comme Surgères et Aigrefeuille-d'Aunis qui ont un héritage industriel encore important.
À Marans, le secteur primaire ou agricole, bien que fortement amenuisé, ne représente plus que 5,3 % du total des emplois de la ville en 2007. Cette situation particulière s'explique par l'importance du finage communal qui, par sa superficie, est presque égal à celui de l'île de Ré, respectivement 82 km2 et 85 km2.
Le secteur tertiaire est en essor à Marans comme dans l'ensemble des villes du département mais il accuse un certain retard où, par rapport à une ville comme Aigrefeuille-d'Aunis, il est en proportion moins important, respectivement 59,4 % et 61,7 %. Elles font partie des villes dont l'équipement tertiaire doit se moderniser et s'étoffer.
Les catégories socio-professionnelles à Marans en 2007
| Catégorie socio-professionnelle         | Nombre | Proportion |
| --------------------------------------- | ------ | ---------- |
| Agriculteurs                            | 80     | 4,3 %      |
| Artisans/commerçants/chefs d'entreprise | 150    | 8 %        |
| Cadres supérieurs/professions libérales | 152    | 8,1 %      |
| Professions intermédiaires              | 317    | 17 %       |
| Employés                                | 555    | 29,7 %     |
| Ouvriers                                | 612    | 32,8 %     |
| Total des emplois                       | 1 864  |            |

En 1999, la population active à Marans était estimée à 1 855 personnes pour une population communale qui était alors de 4 375 habitants, soit un taux d'activité des personnes âgées de 20 à 59 ans de 83 %. Les actifs forment 42,4 % de la population, suivis des retraités (24,9 %) et des jeunes scolarisés (21,7 %).
Entre 1999 et 2007, l'évolution de la population des actifs dans la commune de Marans a stagné, passant de 1 855 personnes à 1 864 personnes.
En 1999, parmi les actifs, les catégories socio-professionnelles dominantes étaient principalement les ouvriers (33,3 %), les employés (30,5 %) et les professions intermédiaires (13,4 %). Arrivaient loin derrière les cadres (6,7 %), les agriculteurs (6,3 %) et les artisans (5,6 %).
En 2007, la catégorie des ouvriers demeure dominante à Marans mais elle a légèrement baissé par rapport à 1999 puisque sa proportion passe de 33,3 % à 32,8 % entre 1999 et 2007. C'est ce qui permet de dire que Marans, au même titre qu'Aigrefeuille-d'Aunis et Surgères, est un centre industriel en Charente-Maritime. Les cadres supérieurs et professions libérales sont en augmentation sensible où, de 1999 à 2007, cette proportion passe de 6,7 % à 8,1 %, mais cette proportion est nettement inférieure à celle constatée à Aigrefeuille-d'Aunis où elle affiche 9,9 % en 2007.
Il est à remarquer que la catégorie des agriculteurs qui était avant-dernière en 1999 avec un taux de 6,3 % est maintenant la dernière catégorie socio-professionnelle à Marans avec seulement 4,3 % des actifs en 2007.
En 1999, le taux de chômage était supérieur au reste de l'hexagone, soit 15,5 % contre 12,9 % au niveau national. Sur les 4 375 habitants que comptait alors la commune, 288 étaient ainsi à la recherche d'un emploi.
En 2007, le taux de chômage est tombé sous la barre symbolique des 10 %, affichant 9,8 % alors que la population active a globalement peu augmenté. Ceci s'explique par la proximité de la Rochelle où nombre d'habitants de la ville vont travailler ou y recherchent un emploi. À titre de comparaison, ce taux est identique à Aigrefeuille-d'Aunis, qui bénéficie comme Marans des mêmes avantages de la proximité de La Rochelle.

### Les secteurs d'activité
Agriculture
L'élevage est une activité encore importante dans la commune, dont l'aviculture qui est la spécialité locale avec la fameuse poule de Marans, réputée pour la qualité de sa chair et de ses œufs extra-roux.
Le marais desséché, après avoir été un grand producteur de haricots avec le rouge de Marans, est devenu aujourd'hui un gros producteur de maïs.
Industries
- Chantiers nautiques de plaisance.
- Industrie pharmaceutique.
- Industrie agro-alimentaire.
- Mécanique de précision, découpe et chaudronnerie.
- Plusieurs entreprises liées au secteur du bâtiment.

Commerces
- Marchés hebdomadaires et foire mensuelle.
- Deux supermarchés aux enseignes régionales (Intermarché et Super U).
- Centre-ville dynamique regroupant de nombreuses boutiques et services.

Tourisme
Marans compte deux hôtels, 1 camping municipal, 1 village de vacances, que complètent plusieurs chambres d'hôtes et des gîtes ou meublés.
La restauration, stimulée par la fonction de passage de la ville et le tourisme vert, est une activité de longue date à Marans et est représentée aussi bien par des restaurants traditionnels que par la restauration rapide.
Le port de plaisance d'une capacité de 180 bateaux comporte 7 catways pour 370 mètres de pontons flottants équipés en eau et électricité.

## Toponymie
Connue sous les formes anciennes Mareanti en 1192, 1197 et 1220, ainsi que Marahantum en 1217.
Elles infirmeraient l'hypothèse d'Albert Dauzat et Charles Rostaing qui supposaient comme pour la commune homonyme de Marans l'anthroponyme gallo-romain Marentius, dérivé de Marius) ; et d'Ernest Nègre qui supposait Amarantius, avec aphérèse de A.
Ceci permet d'avancer l'hypothèse de deux étymons germaniques selon Marie-Thérèse Morlet : Mari « célèbre, illustre » et and/ant « fin, extrémité », suivi du suffixe -acum.

## Histoire

### Moyen Âge
Dès le VIIe siècle, des moines établis dans le golfe assèchent le territoire en creusant des canaux.
Après les invasions barbares, un premier château aurait été construit au Xe siècle. Au XIe siècle le bourg de Marans est regroupé autour du château et du prieuré Saint-Étienne, dépendant de l'abbaye de Maillezais. La tour octogonale du clocher date du XIVe siècle. Ce prieuré est pillé au cours des guerres de Religion et réhabilité à partir de 1605.
Au XIIIe siècle et jusqu'au XVIe siècle, les moines bénédictins font creuser des canaux et assèchent de grands territoires. La mise en valeur de ces terres contribue à l'enrichissement de la cité. Sous le règne d'Henri IV des spécialistes hollandais aident aux travaux.
En 1307, le château peut abriter 2 000 soldats et de 300 à 400 chevaux en cas de danger[réf. nécessaire].

### Temps modernes

#### Guerres de Religion
En 1589, Henri IV prend la place après un siège de quatre jours. Marans devient une des places de sûreté protestantes.

#### Marans auXVIIesiècle
De 1627 à 1628, lors du siège de La Rochelle, Louis XIII séjourne à Marans. Richelieu fait raser le château par crainte d'une occupation par les troupes réformées après le départ des troupes royales. Les dernières tours sont démolies au XVIIIe siècle.
En 1659, le sire de Bueil, comte de Marans fait don d'une partie de son château aux capucins pour l'édification d'un couvent.
Le port demeure longtemps spécialisé dans le commerce des céréales, la Sèvre niortaise étant alors navigable jusqu'à Niort.
Marans est célèbre jusqu'au début du XXe siècle pour le haricot rouge de Marans et ses foires aux haricots.

#### Marans pendant la Révolution
La première municipalité est élue le 3 février 1790 et Marans devient chef-lieu de canton dans le district de La Rochelle lors de la création du département de la Charente-Inférieure.
L'église Saint-Étienne devient « temple de la Raison ».

### Époque contemporaine

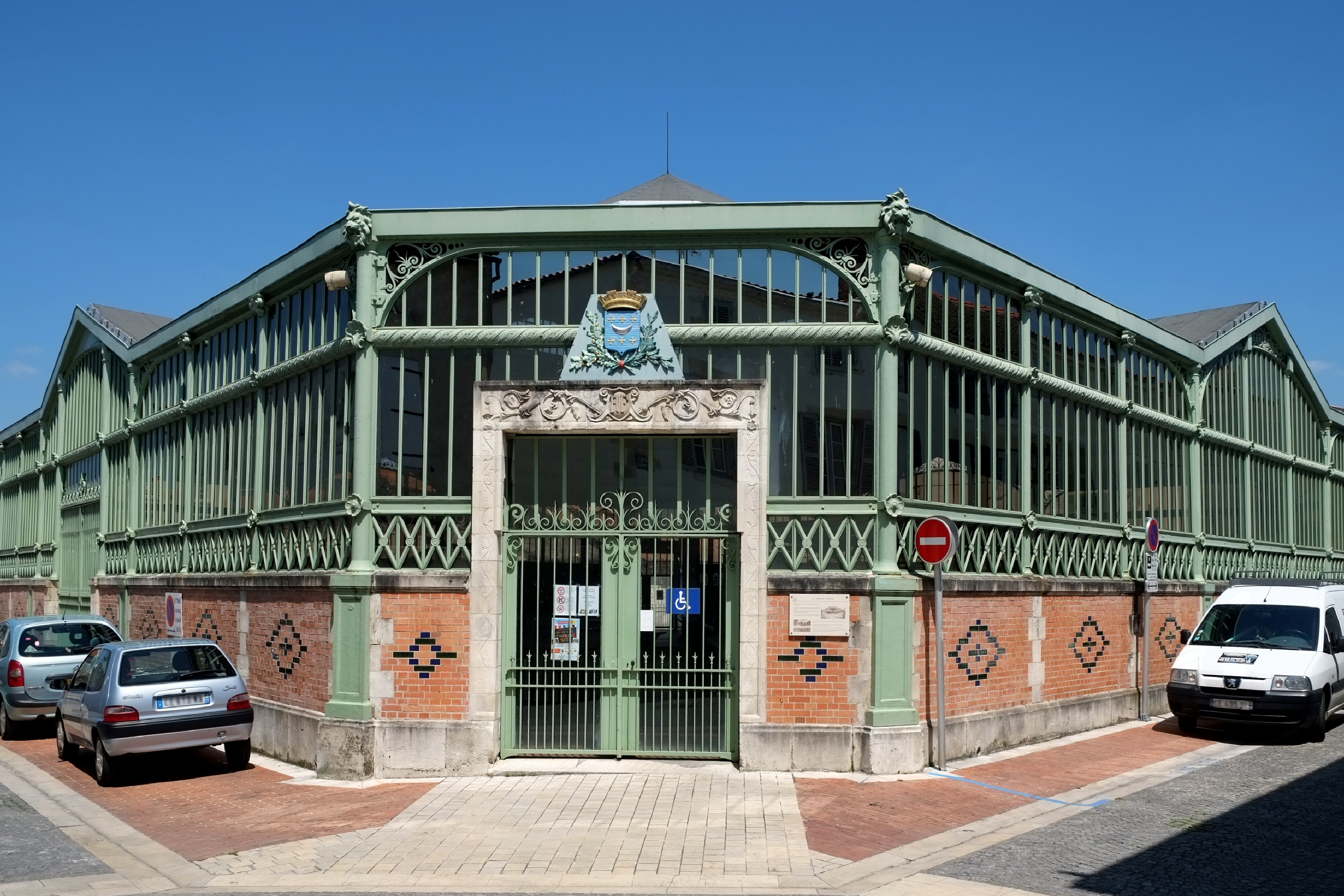
Les halles de Marans.

Au XIXe siècle, la commune ne désire pas entreprendre des travaux de conservation de l'église Saint-Étienne (lettre de 1845 du maire au préfet). En 1885 la décision d'édifier une nouvelle église est prise et en 1925 la municipalité commence la démolition des ruines du prieuré Saint-Étienne en ne conservant que le clocher qui avait été classé monument historique en 1921.

#### Marans pendant leXIXesiècle
Le port aux moules du XIIIe siècle a pris le nom de Carreau d'Or au XIXe siècle (c'est l'actuelle place de la République).
À partir de 1853 une passerelle mobile en bois relie les deux rives et en 1870 est construit le barrage-écluse du Carreau d'Or qui transforme le bassin d'échouage de Marans en port à flot. La passerelle en bois est transformée en passerelle métallique roulante en 1910, avant d'être transformée ultérieurement en passerelle levante.
La laiterie et fromagerie industrielle Baron est fondée en 1881 à proximité des quais pour être desservie par voie navigable. Bateaux et voitures à cheval se chargent du transport du lait et des productions locales. Le beurre qu'elle fabrique, conditionné en boites métalliques, est exporté vers l'Angleterre et vers les colonies.

#### Marans auXXesiècle
La laiterie est vendue en 1902 au vicomte de Bresson qui la revend à son tour en 1922 aux agriculteurs de Marans, elle est transformée en laiterie coopérative. Elle emploie 50 personnes en 1905 et encore 31 en 1957, mais ferme ses portes en 1970.

## Politique et administration

### Liste des maires
| Période                                  | Période   | Identité           | Étiquette | Qualité                                                                         |
| ---------------------------------------- | --------- | ------------------ | --------- | ------------------------------------------------------------------------------- |
| 1935                                     | 1944      | Camille Petit      | Rad.      |                                                                                 |
| Les données manquantes sont à compléter. |           |                    |           |                                                                                 |
| 1963                                     | mars 1971 | Maurice Calmel     |           |                                                                                 |
| mars 1971                                | mars 1989 | Louis Delavaud     |           |                                                                                 |
| mars 1989                                | mars 2008 | Bernard Bouchereau | DVD       | Commerçant Conseiller général du canton de Marans (1985 → 2004)                 |
| mars 2008                                | mars 2014 | Bernard Ferrier    | Verts     | Retraité de l'enseignement Conseiller général du canton de Marans (2004 → 2011) |
| mars 2014                                | juin 2020 | Thierry Belhadj    | DVD       | Artisan                                                                         |
| juin 2020                                | En cours  | Jean-Marie Bodin   |           | employé à la retraite                                                           |
| Les données manquantes sont à compléter. |           |                    |           |                                                                                 |

### Canton
La commune de Marans exerce également la fonction de chef-lieu de canton et ce, depuis la formation du département de la Charente-Maritime (1790).
Son canton est constitué de 6 communes et appartient à l'arrondissement de La Rochelle.

### Intercommunalité
La Communauté de communes du Pays Marandais, qui couvrait la totalité de son canton, siègeait à Marans. Elle a fusionné depuis le 1er janvier 2014 avec la Communauté de communes du canton de Courçon pour former la Communauté de communes Aunis Atlantique à laquelle Marans appartient à présent.
De plus, ce regroupement intercommunal fait partie du Pays d'Aunis dont le siège administratif, qui fut un temps placé à Marans, est maintenant situé à Courçon.

### Circonscription électorale
Depuis le découpage électoral de novembre 1986 (loi Pasqua), la ville de Marans et son canton appartiennent à la deuxième circonscription législative de la Charente-Maritime, également dénommée Circonscription de Rochefort-Pays d'Aunis.
Depuis le 17 juin 2012, le député est Suzanne Tallard, par ailleurs maire d'Aytré, qui succède à Jean-Louis Léonard.

### Finances locales
Cette section est consacrée aux finances locales de Marans de 2000 à 2018.
Les comparaisons des ratios par habitant sont effectuées avec ceux des communes de 3 500  à   5 000 habitants de 3 500 à 5 000 hab appartenant à un groupement fiscalisé, c'est-à-dire à la même strate fiscale.

#### Budget général
Pour l'exercice 2018, le compte administratif du budget municipal de Marans s'établit à  5 286 920 € en dépenses et 6 284 210 € en recettes :
- les dépenses se répartissent en 4 213 200 € de charges de fonctionnement et 1 073 720 € d'emplois d'investissement ;
- les recettes proviennent des 4 784 320 € de produits de fonctionnement et de 1 499 890 € de ressources d'investissement.

#### Fonctionnement
|                                                                                               | Marans (€/hab.) | Strate (€/hab.) |                                 |
| --------------------------------------------------------------------------------------------- | --------------- | --------------- | ------------------------------- |
| Résultat comptable                                                                            | 124 €           | 136 €           | Picto disque blanc : écart nul  |
| Charges de personnels                                                                         | 495 €           | 442 €           | Picto cercle bleu : écart moyen |
| Achats et charges ext.                                                                        | 257 €           | 241 €           | Picto disque blanc : écart nul  |
| charges financières                                                                           | 46 €            | 23 €            | Picto disque bleu : écart fort  |
| subventions versées                                                                           | 37 €            | 51 €            | Picto cercle bleu : écart moyen |
| contingents                                                                                   | 3 €             | 30 €            | Picto disque bleu : écart fort  |
| Impôts locaux                                                                                 | 466 €           | 443 €           | Picto disque blanc : écart nul  |
| dotation globale de fonctionnement                                                            | 152 €           | 145 €           | Picto disque blanc : écart nul  |
| Autres impôts                                                                                 | 55 €            | 67 €            | Picto cercle bleu : écart moyen |
| Écart par rapport à la moyenne de la strate : · de 0 à 10 % ; de 10 à 30 % ; supérieur à 30 % |                 |                 |                                 |

Pour Marans en 2018, la section de fonctionnement se répartit en 4 213 200 €  de charges (912 € par habitant) pour 4 784 320 € de produits (1 036 € par habitant), soit un solde de la section de fonctionnement de 571 120 € (124 € par habitant) :
- le principal pôle de dépenses de fonctionnement est celui des charges de personnels[Note 7] pour une somme de 2 288 000 € (54 %), soit 495 € par habitant, ratio supérieur de 12 % à la valeur moyenne pour les communes de la même strate (442 € par habitant). En partant de 2014 et jusqu'à 2018, ce ratio fluctue et présente un minimum de 478 € par habitant en 2015 et un maximum de 511 € par habitant en 2014. Viennent ensuite les groupes des achats et charges externes[Note 8] pour 28 %, des charges financières[Note 9] pour 5 %, des subventions versées[Note 10] pour 4 % et finalement celui des contingents[Note 11] pour des sommes inférieures à 1 % ;
- la plus grande part des recettes est constituée des impôts locaux[Note 12] pour une valeur totale de 2 151 000 € (45 %), soit 466 € par habitant, ratio voisin de la valeur moyenne de la strate. Sur la période 2014 - 2018, ce ratio fluctue et présente un minimum de 435 € par habitant en 2014 et un maximum de 465 € par habitant en 2018. Viennent ensuite de la dotation globale de fonctionnement (DGF)[Note 13] pour 15 % et des autres impôts[Note 14] pour 5 %.

La dotation globale de fonctionnement est quasiment égale à celle versée en 2017.

##### Évolution des produits et charges de fonctionnement de 2000 à 2018
| |
| Valeurs en millier d'euros (k€) · Marans, Valeur totale : Impôts Locaux autres impôts et taxes dotation globale de fonctionnement |

| |
| Valeurs en millier d'euros (k€) · Marans, Valeur totale : Charges de personnel achats et charges externes |

|                                                                                                   |
| Valeurs en millier d'euros (k€) · Marans, Valeur totale : charges financières subventions versées |

#### Fiscalité communale
|                                                                                               | Marans (%) | Strate (%) |                                 |
| --------------------------------------------------------------------------------------------- | ---------- | ---------- | ------------------------------- |
| Taxe d'habitation                                                                             | 10,76      | 14,29      | Picto cercle bleu : écart moyen |
| Taxe foncière sur le bâti                                                                     | 24,15      | 18,90      | Picto cercle bleu : écart moyen |
| Taxe foncière sur le non bâti                                                                 | 55,79      | 49,42      | Picto cercle bleu : écart moyen |
| Écart par rapport à la moyenne de la strate : · de 0 à 10 % ; de 10 à 30 % ; supérieur à 30 % |            |            |                                 |

Le tableau T2p compare les taux d'imposition locaux à ceux des autres communes de la même strate fiscale.
Les taux des taxes ci-dessous sont votés par la municipalité de Marans. Ils ont varié de la façon suivante par rapport à 2017 :
- la taxe d'habitation quasiment égale 10,82 % ;
- la taxe foncière sur le bâti quasiment égale 24,30 % ;
- celle sur le non bâti quasiment égale 56,13 %.

#### Investissement
|                                                                                               | Marans (€/hab.) | Strate (€/hab.) |                                 |
| --------------------------------------------------------------------------------------------- | --------------- | --------------- | ------------------------------- |
| Dépenses d'équipement                                                                         | 136 €           | 344 €           | Picto disque bleu : écart fort  |
| Remboursements d'emprunts                                                                     | 89 €            | 78 €            | Picto cercle bleu : écart moyen |
| Nouvelles dettes                                                                              | 87 €            | 73 €            | Picto cercle bleu : écart moyen |
| fctva                                                                                         | 24 €            | 38 €            | Picto disque bleu : écart fort  |
| subventions reçues                                                                            | 11 €            | 70 €            | Picto disque bleu : écart fort  |
| Écart par rapport à la moyenne de la strate : · de 0 à 10 % ; de 10 à 30 % ; supérieur à 30 % |                 |                 |                                 |

Cette section détaille les investissements réalisés par la commune de Marans.
Les emplois d'investissement en 2018 comprenaient par ordre d'importance :
- des dépenses d'équipement[Note 16] pour une somme de 627 000 € (58 %), soit 136 € par habitant, ratio inférieur de 60 % à la valeur moyenne pour les communes de la même strate (344 € par habitant). Pour la période allant de 2014 à 2018, ce ratio fluctue et présente un minimum de 135 € par habitant en 2018 et un maximum de 197 € par habitant en 2017 ;
- des remboursements d'emprunts[Note 17] pour une somme de 410 000 € (38 %), soit 89 € par habitant, ratio supérieur de 14 % à la valeur moyenne pour les communes de la même strate (78 € par habitant).

Les ressources en investissement de Marans se répartissent principalement en :
- nouvelles dettes pour une valeur de 400 000 € (27 %), soit 87 € par habitant, ratio supérieur de 19 % à la valeur moyenne pour les communes de la même strate (73 € par habitant). Sur les 5 dernières années, ce ratio fluctue et présente un minimum de 0 € par habitant en 2015 et un maximum de 111 € par habitant en 2016 ;
- fonds de Compensation pour la TVA pour une valeur de 110 000 € (7 %), soit 24 € par habitant, ratio inférieur de 37 % à la valeur moyenne pour les communes de la même strate (38 € par habitant).

##### Évolution de l'investissement de 2000 à 2018
| |
| Valeurs en millier d'euros (k€) · Marans, Valeur totale : Dépenses d'équipement Remboursements d'emprunts |

| |
| Valeurs en millier d'euros (k€) · Marans, Valeur totale : Nouvelles dettes subventions reçues Fonds de compensation pour la TVA |

#### Endettement
|                                                                                               | Marans (€/hab.) | Strate (€/hab.) |                                |
| --------------------------------------------------------------------------------------------- | --------------- | --------------- | ------------------------------ |
| Encours de la dette                                                                           | 1 173 €         | 763 €           | Picto disque bleu : écart fort |
| annuité de la dette                                                                           | 130 €           | 100 €           | Picto disque bleu : écart fort |
| Capacité d'autofinancement                                                                    | 165 €           | 183 €           | Picto disque blanc : écart nul |
| Écart par rapport à la moyenne de la strate : · de 0 à 10 % ; de 10 à 30 % ; supérieur à 30 % |                 |                 |                                |

L'endettement de Marans au 31 décembre 2018 peut s'évaluer à partir de trois critères : l'encours de la dette, l'annuité de la dette et sa capacité de désendettement :
- l'encours de la dette pour une valeur de 5 419 000 €, soit 1 173 € par habitant, ratio supérieur de 54 % à la valeur moyenne pour les communes de la même strate (763 € par habitant). Pour la période allant de 2014 à 2018, ce ratio fluctue et présente un minimum de 1 170 € par habitant en 2016 et un maximum de 1 233 € par habitant en 2014 ;
- l'annuité de la dette pour  601 000 €, soit 130 € par habitant, ratio supérieur de 30 % à la valeur moyenne pour les communes de la même strate (100 € par habitant). En partant de 2014 et jusqu'à 2018, ce ratio fluctue et présente un minimum de 126 € par habitant en 2017 et un maximum de 149 € par habitant en 2016 ;
- la capacité d'autofinancement (CAF) pour une somme de 763 000 €, soit 165 € par habitant, ratio voisin de la valeur moyenne de la strate. Sur la période 2014 - 2018, ce ratio fluctue et présente un minimum de 124 € par habitant en 2014 et un maximum de 178 € par habitant en 2016. La capacité de désendettement est d'environ 7 années en 2018. Sur une période de 19 années, ce ratio présente un minimum en 2000 et un maximum élevé d'un montant de 19 années en 2007.

##### Évolution de la capacité d'autofinancement (CAF) et de l'encours de la dette de 2000 à 2018
Les courbes G4a et G4b présentent l'historique des dettes de Marans.
|                                                                         |
| Valeurs en euros · Marans, Par habitant : CAF Encours total de la dette |

|                                                                 |
| Valeurs en années · Marans, : Ratio = Encours de la dette / CAF |

### Jumelages
La ville de Marans est jumelée avec :
- Barrow upon Soar au  Royaume-Uni ;
- Boffa en  Guinée.

## Équipements et services

### Les services publics et administratifs
La commune est dotée d'un certain nombre de services publics de base inhérents à sa fonction de chef-lieu de canton :

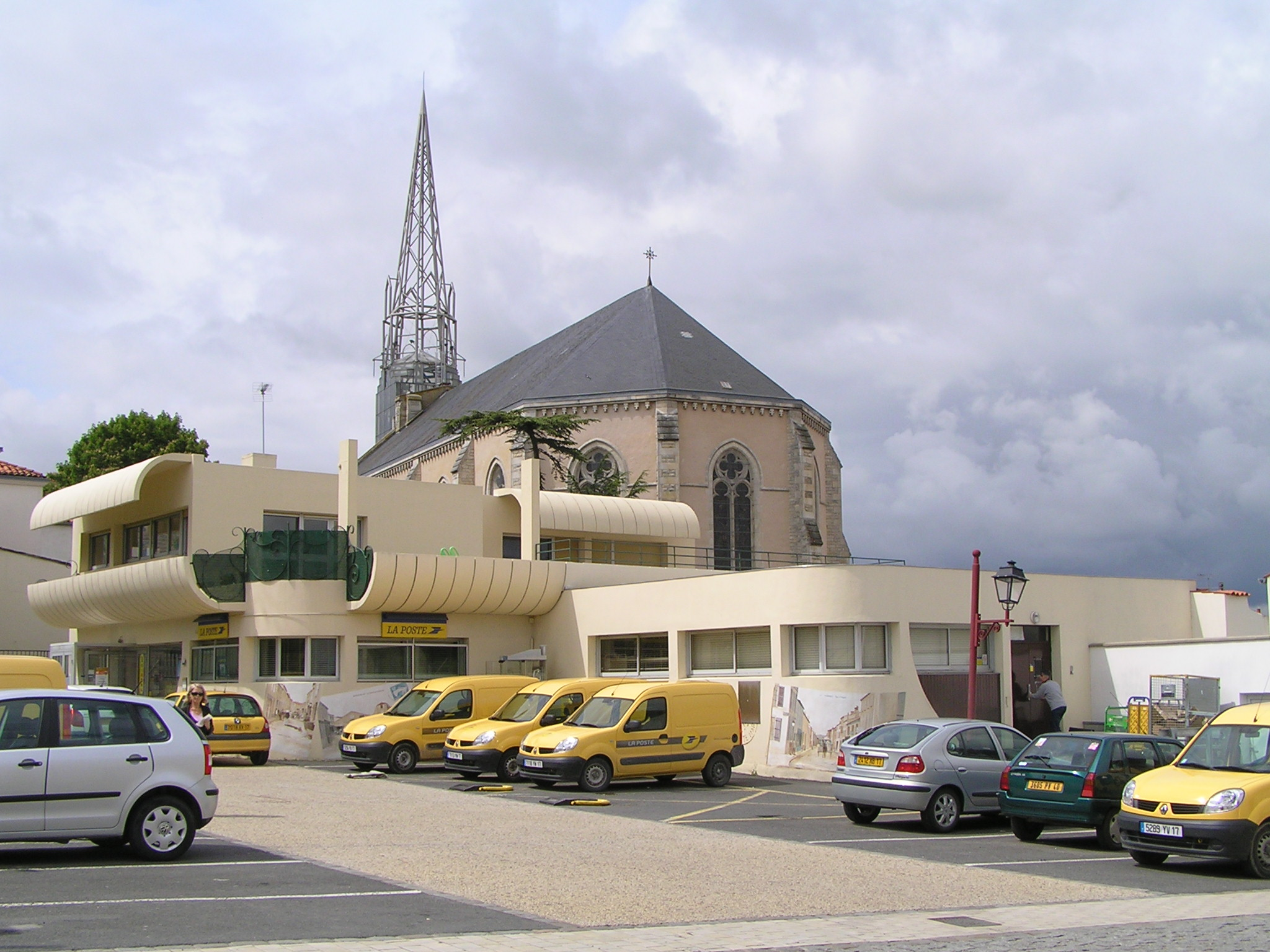
La Poste de Marans.

- les services administratifs sont les suivants : siège administratif de la Communauté de communes du Pays Marandais, services de la mairie de Marans ;
- les services publics sont représentés par la brigade de la Gendarmerie Nationale, le centre de secours des sapeurs-pompiers du S.D.I.S., le centre d'exploitation de la Direction départementale des Infrastructures (ex DDE), les écoles et le collège publics, l'hôpital local (transformé plus précisément en centre gérontologique), le bureau de La Poste et la plate-forme de distribution du courrier du canton de Marans ;
- les habitants disposent de permanences administratives : caisse d'allocations familiales, de la caisse primaire d'assurance maladie et du conciliateur de justice ;
- un centre socio-culturel Les Pictons est par ailleurs implanté rue Dinot. C'est une association loi de 1901 créée en 1985, adhérente à la Fédération Départementale et Nationale des Centres Sociaux de France. Ancrée dans les valeurs de l'éducation populaire, le Centre Socio-Culturel s'appuie sur une Charte Fédérale basée sur la dignité humaine, la solidarité et la démocratie.

Les actions développées s'adressent à tous les publics et s'articulent autour de quatre grands axes : La Famille et la Parentalité - Petite Enfance Jeunesse - Loisirs et Culture - Insertion et Solidarité.

### Les services de la santé
Marans dispose d'un certain nombre de services dans les domaines médicaux, paramédicaux et médico-sociaux qui en font un chef-lieu de canton bien équipé dans ce domaine en Charente-Maritime.

#### Les services médicaux
La ville dispose de trois cabinets médicaux dont les médecins généralistes exercent dans le centre-ville et d'une antenne de la médecine du travail qui relève de l'APAS.
Trois cabinets dentaires sont également situés en ville.
Marans ne dispose d'aucun médecin spécialiste, les habitants vont habituellement consulter ceux situés à La Rochelle, voire exceptionnellement à Nantes.
De même, Marans n'est pas équipée d'un centre de radiologie médicale ou IRM, elle dépend de La Rochelle pour ce type de prestation.
La ville disposait d'un hôpital local depuis le XIXe siècle, l'hôpital d'Aligre, mais celui-ci a été transformé en une importante maison de retraite.
L’hôpital général le plus proche est le Centre hospitalier de La Rochelle, situé à environ une vingtaine de kilomètres au sud de Marans ; il offre une palette fort étendue de soins et est en fait le plus grand établissement hospitalier de la Charente-Maritime.

#### Les services paramédicaux
Dans ce domaine, Marans possède une gamme plus élargie de prestations. Ainsi, la ville dispose-t-elle d'un laboratoire d'analyses médicales, de trois centres en soins infirmiers, d'un cabinet de kinésithérapie, de deux cabinets de pédicure-podologue ainsi que de deux orthophonistes et d'un ostéopathe-étiopathe.
À cela s'ajoutent deux pharmacies, dont une pourvue d'un service d'orthopédie générale, et un opticien-lunettier, ce dernier étant installé dans une galerie marchande d'un grand supermarché.
Les services d’ambulanciers sont absents de la ville mais la prestation est assurée par une société agréée dans ce domaine qui est située dans la commune voisine de Saint-Jean-de-Liversay. Son rayon d'intervention s'étend à tout le canton de Marans et une grande partie du canton de Courçon.
Marans est également équipée d'un centre de secours des sapeurs-pompiers, qui dépend du SDIS de la Charente-Maritime, et plus précisément du Centre de secours principal de La Rochelle.
Enfin, une clinique vétérinaire y est en activité et exerce ses services sur l'ensemble du canton de Marans.

#### Les services médico-sociaux
Implanté dans le centre-ville de Marans un important établissement public pour l'accueil de personnes retraitées a succédé à l'ancien hôpital local. La Maison de retraite d'Aligre, encore dénommée Hôpital local, dispose de 165 lits, permettant d'accueillir des personnes valides et semi-valides. Une unité spécifique pour les personnes atteintes de maladies dégénératives telles que la maladie d'Alzheimer y est en service. La maison de retraite a également le statut d'établissement d'hébergement pour personnes âgées dépendantes (EHPAD) et est habilitée à l'aide sociale.
Deux centres d'aide psychologiques sont implantés dans la ville : le centre d'aide médico-psychologique accueille les adultes en souffrance psychologique, tandis que le centre d'aide médico-psycho-pédagogique (C.M.P.P.) est une structure orientée vers la pédopsychiatrie en milieu scolaire.

### Enseignement
La commune de Marans est située dans l'académie de Poitiers. L'agglomération compte une école maternelle et une école primaire publiques, nommées respectivement école des Lucioles et école Jules-Ferry. Toutes deux disposent d'un restaurant scolaire.
Le groupe scolaire Marie-Eustelle est un établissement confessionnel privé sous contrat. Il est composé d'une école maternelle, d'une école primaire et d'un collège.
Un collège de l'enseignement secondaire public est également implanté dans la commune : le collège public Maurice-Calmel. Au cours de l'année scolaire 2010-2011, ses effectifs sont de 524 élèves encadrés par 31 enseignants. Parmi les options proposées par l'établissement figurent les stages d'immersion professionnelle et l'enseignement de la langue latine.
Un centre de loisirs et une halte-garderie pour les plus petits complètent les infrastructures d'accueil des enfants. Une crèche multi-accueils peut recevoir jusqu'à 13 enfants.

## Sports
La municipalité a fait édifier un certain nombre d'infrastructures sportives inhérentes à tout chef-lieu de canton. Une piscine municipale et un stade de football gérés par la mairie s'ajoutent à un gymnase.
Tennis, rugby, voile, vélo, badminton, natation, pêche, pétanque comptent parmi les disciplines sportives pratiquées à Marans.
Rugby à XV
Amicale du rugby de Marans qui a participé au Championnat de France de rugby à XV de 3e division fédérale 2012-2013.

## Patrimoine historique et urbain de Marans

### Patrimoine religieux

#### Église Saint-Étienne

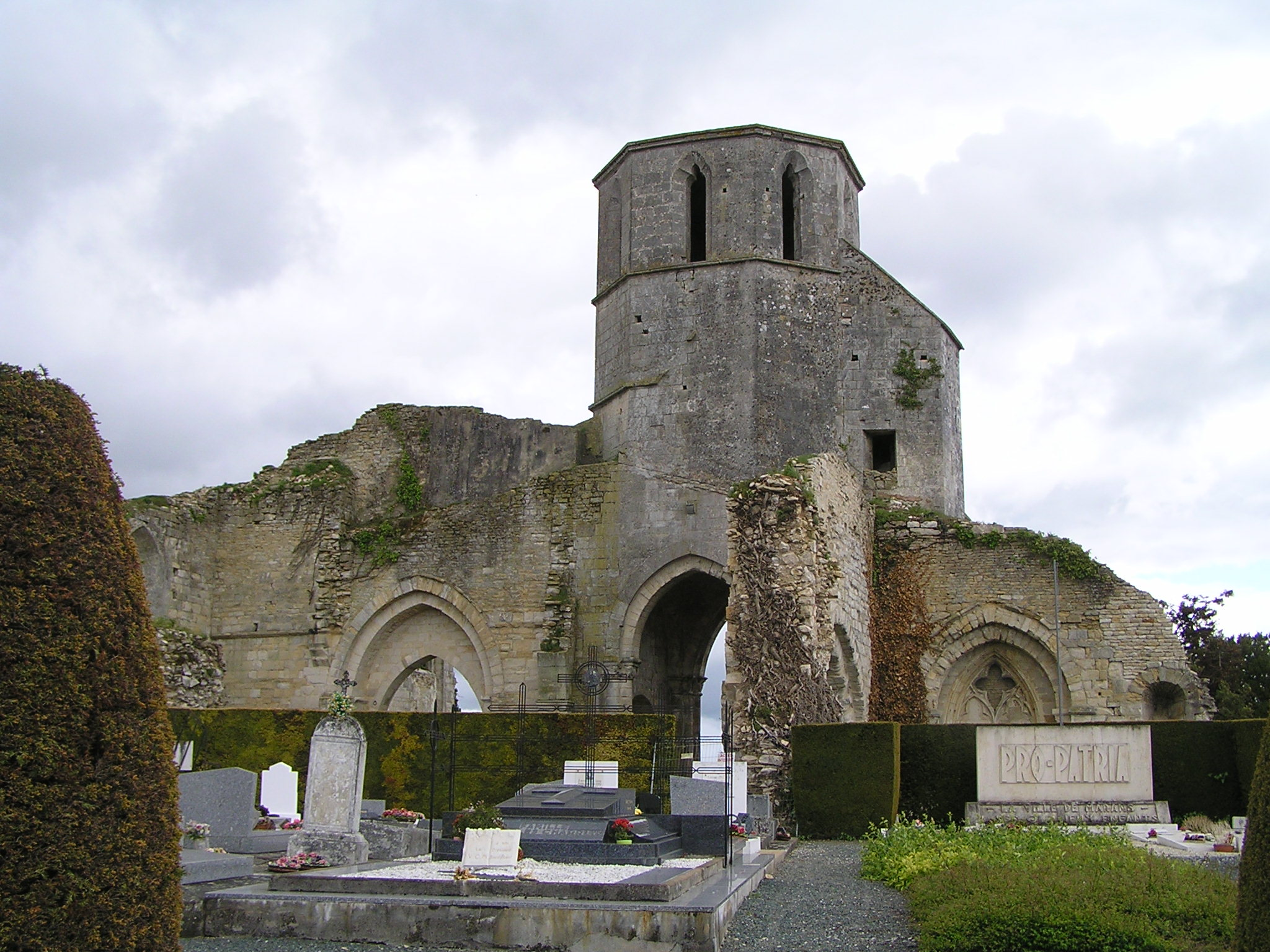
Le clocher octogonal et les vestiges de l'église Saint-Étienne.

L'église prieurale Saint-Étienne est fondée au XIIe siècle par des moines de l'abbaye de Maillezais. Partiellement détruite lors des conflits franco-anglais, elle est reconstruite au XVe siècle mais subit de nouveau des déprédations lors des guerres de Religion. Au XIXe siècle, l'état de l'église est tel que la municipalité décide de construire une nouvelle église, réhabiliter l'ancienne étant jugé trop coûteux. L'inauguration de la nouvelle église Notre-Dame en 1902 conduit à la désacralisation et à la fermeture de l'église Saint-Étienne, condamnée à la démolition en 1920. La mobilisation d'une partie des habitants conduit à l'arrêt des travaux et au classement des vestiges aux monuments historiques le 10 novembre 1921,, classé monument historique en 1921.
Seuls subsistent de l'ancien sanctuaire quelques vestiges des croisillons, d'une travée de la nef, percée de baies ogivales à remplages rayonnants, et la croisée du transept, couverte d'une coupole sur trompes et cantonnée de colonnes à chapiteaux romans. Ceux-ci sont soit historiés (scènes bibliques et bestiaire fantastique) soit ornés de motifs géométriques (palmettes). La croisée accueille un clocher octogonal flanqué dans sa partie septentrionale par une tourelle d'escalier rectangulaire.

#### Église Notre-Dame de l'Assomption

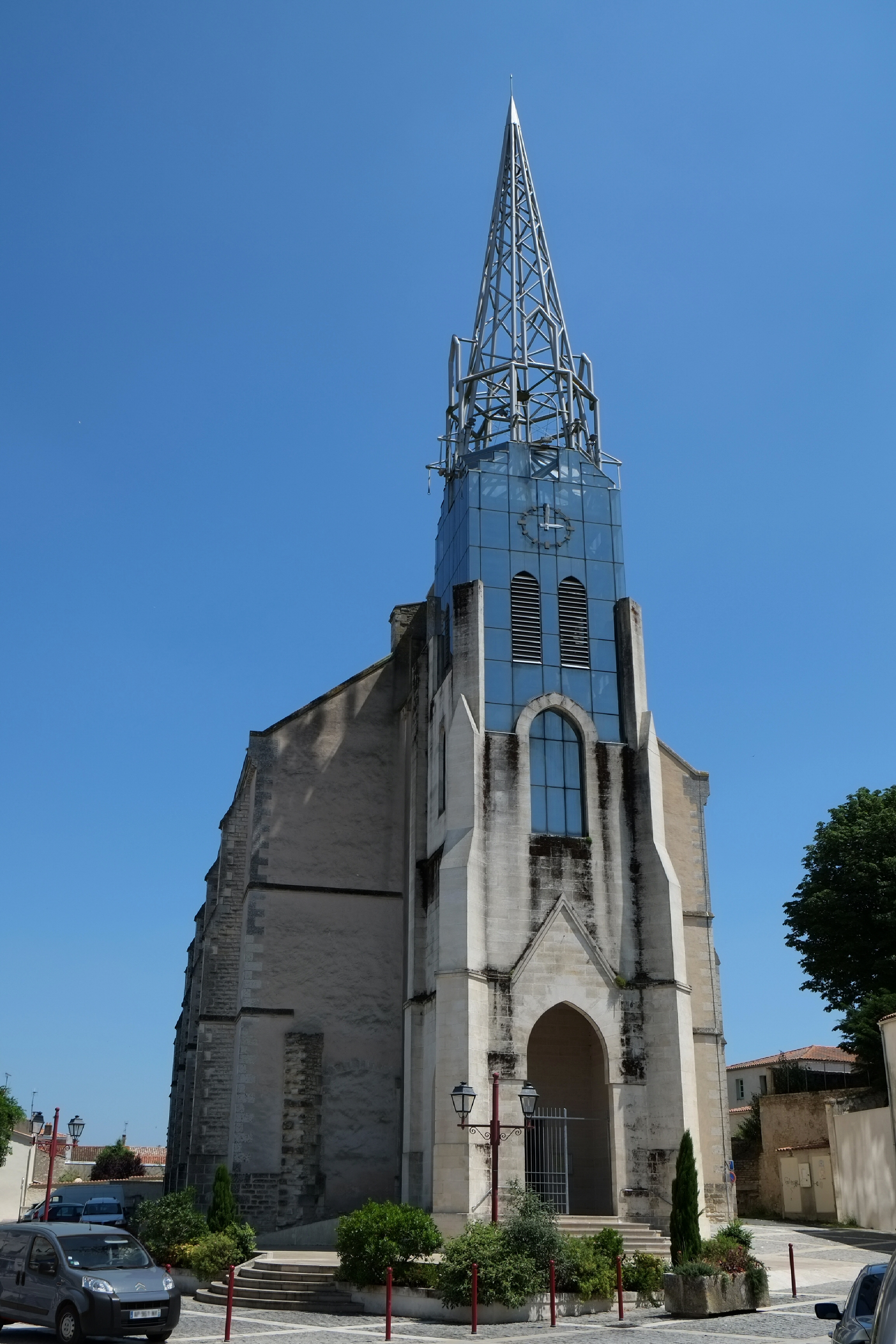
L'église Notre-Dame de l'Assomption.

L'état jugé préoccupant de l'ancienne église Saint-Étienne conduit la municipalité à envisager l'érection d'un nouveau sanctuaire dès la seconde moitié du XIXe siècle. Une partie des fonds nécessaires est apportée par le legs d'un ancien maire de la commune, également notaire honoraire, Jean-Baptiste Joseph Dinot (1790-1864).
Des divergences d'opinion portant sur la nécessité d'engager des travaux de cette ampleur, sur leur coût mais aussi sur l'emplacement retenu pour le nouveau sanctuaire freinent les travaux, lesquels ne sont pas engagés avant 1900. Le terrain retenu, à l'emplacement de l'ancien château, a été occupé par deux autres sanctuaires, tous deux dédiés à Notre-Dame. Le premier fut la chapelle du château dont des vestiges sont conservés au musée Cappon. Après la destruction du château, on éleva à cet emplacement l'église du couvent des Capucins (1661), détruite à son tour en 1899.
L'architecte poitevin Alcide Boutaud (1844-1929), retenu pour dessiner les plans de la nouvelle église, choisit de privilégier un parti néo-gothique influencé par l'architecture orientale.
Le sanctuaire forme un ensemble composé d'une nef unique de trois travées, prolongée par une abside à pans coupés. Les voûtes sont constituées de croisées d'ogives à huit nervures. Le chœur abrite l'ancien maître-autel de l'église Saint-Étienne, dessiné en 1890 par le sculpteur Charles Mulot.
Le Christ en croix en bois peint et doré du XVIIe siècle provient de l'église Saint-Étienne de Marans et a été classé le 23 octobre 1991. Une peinture à l'huile du peintre G. Dubuisson, le Repas de Jésus chez Marthe et Marie, datée de 1701 et une plaque en cuivre gravé qui commémore la pose de la première pierre du couvent de capucins le 13 juin 1661 « couvent bâti dans le vieux château que leur donne Jean sire du Breuil » comptent également parmi les objets classés.
L'église est finalement consacrée en 1902, tandis que les travaux du clocher sont arrêtés faute de moyens. Il faut attendre 1988 pour que soit complété le clocher grâce à un don de Barthélemy Fabbro, natif de la commune. Sa silhouette atypique qui est l’œuvre de l'architecte nantais Pierre Chicot intègre panneaux de verre et poutrelles métalliques, réalisées par une entreprise de la commune spécialisée dans la construction de navires,,.

### Patrimoine urbain

#### Le moulin de Beauregard

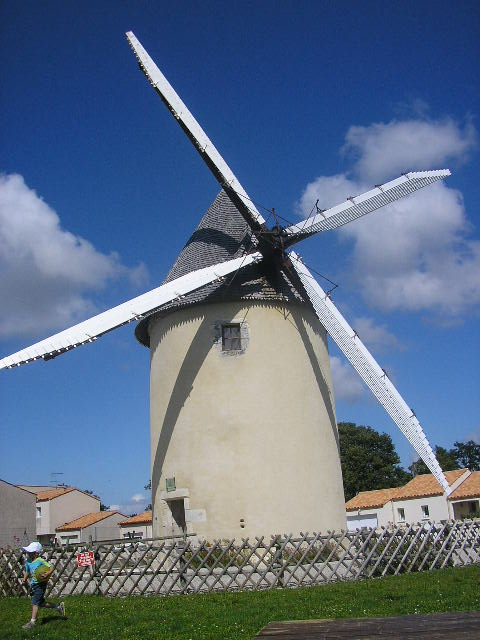
Le moulin à vent de Beauregard.

Cet édifice est construit au milieu du XVIIe siècle. Ne pouvant rivaliser avec l'industrialisation de la meunerie et l'arrivée des minoteries à la fin XIXe - début XXe siècle, il a arrêté son activité en 1938. Laissé à l'abandon durant de nombreuses années, il est racheté par la commune en  1994. Une restauration complète effectuée en 1999 a permis la remise en état de son mécanisme. L'année suivante, sa gestion est confiée à une association (les Amis du Moulin de Beauregard) qui l'ouvre à la visite pendant la saison. Il produit à nouveau sa farine.
Il est le premier moulin restauré en Charente-Maritime.

#### Le pont d'Aligre
Le pont d'Aligre enjambant la Sèvre niortaise est construit en 1780. Il est bordé de quais portant les noms de personnalités militaires françaises : ainsi du quai du Maréchal-Foch, du quai Georges-Clemenceau, du quai du général Leclerc et du quai du Maréchal-Joffre. Deux arches en anse de panier supportent un tablier en pierre aux lignes sobres.

#### Le château Dinot
Le château Dinot est une bâtisse bourgeoise édifiée dans la seconde moitié du XIXe siècle par le notaire-honoraire Jean-Baptiste Joseph Dinot, maire de la commune.

#### Le marché couvert
Le marché couvert est édifié à partir de 1882, sur les plans des architectes bordelais Duprat et Kern. Situé sur la place des Halles, il intègre une structure métallique avec vers le bas remplissage en briques et pierres de taille appareillées, caractéristique de nombre d'édifices de ce type à la fin du XIXe siècle. Le marché couvert succède à d’anciennes halles construites en 1822. Cette construction d'une grande sobriété jouxte le nouvel édifice, devenu halle au poisson en 1910 avant d'être reconvertie en salle de réunion municipale ultérieurement.

#### L'Hôtel de ville
La mairie dont le jardin est au pré-inventaire des jardins remarquables. Dans son palmarès 2024, le Conseil national de villes et villages fleuris de France a attribué trois fleurs à la commune, avec des compositions florales de plantes ou de coloris rares très remarquables. La commune a également obtenu trois papillons dans le cadre de la Charte Terre Saine initiée par la région Poitou-Charentes, correspondant à l'absence des pesticides dans l'espace public.

#### Le port et les quais
Le port fluvial de Marans a été empierré en même temps que la construction du pont d'Aligre et les bassins ont été maçonnés lors de la jonction des canaux au fleuve vers la fin du XIXe siècle.

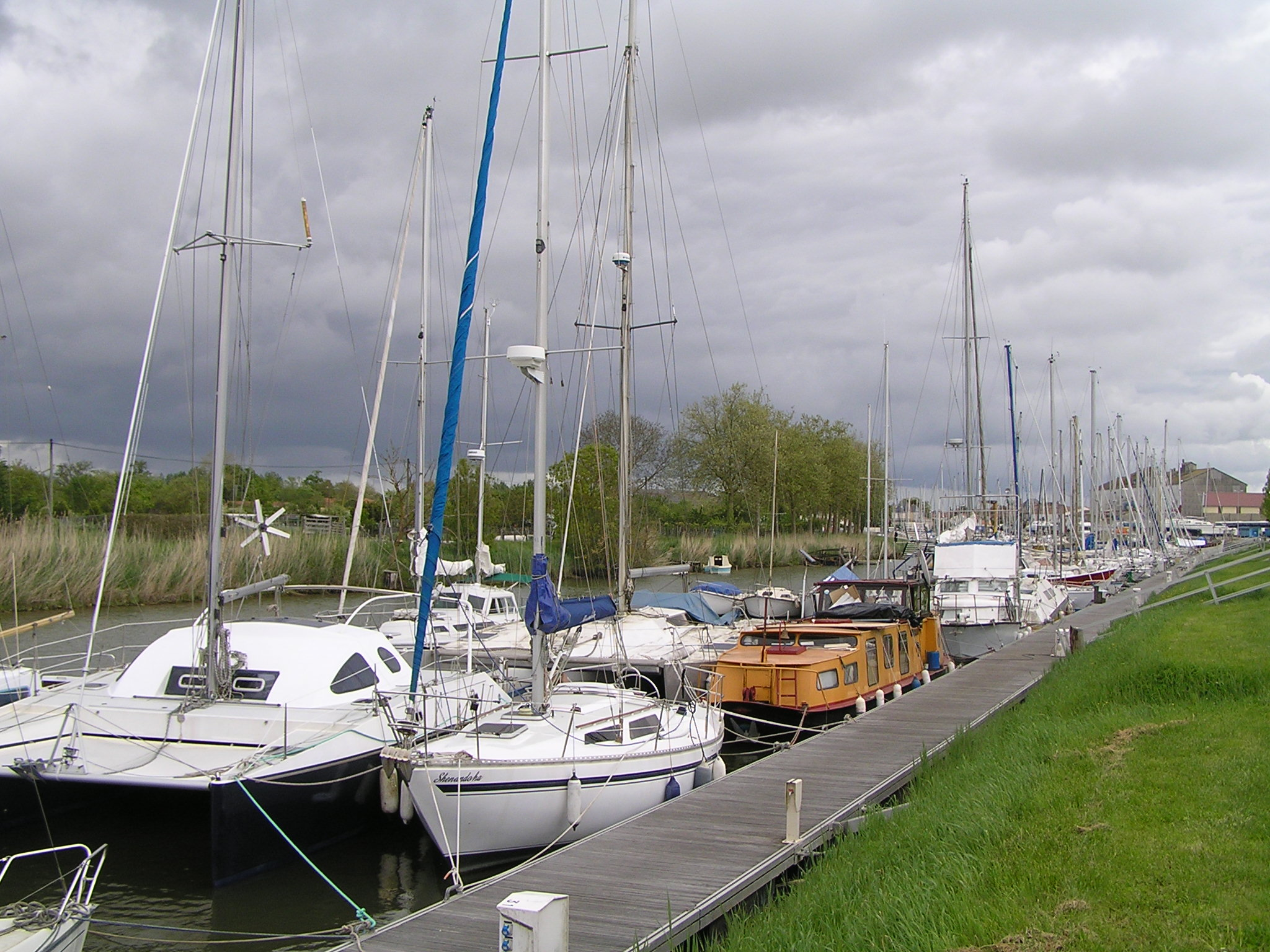
Le port de plaisance.
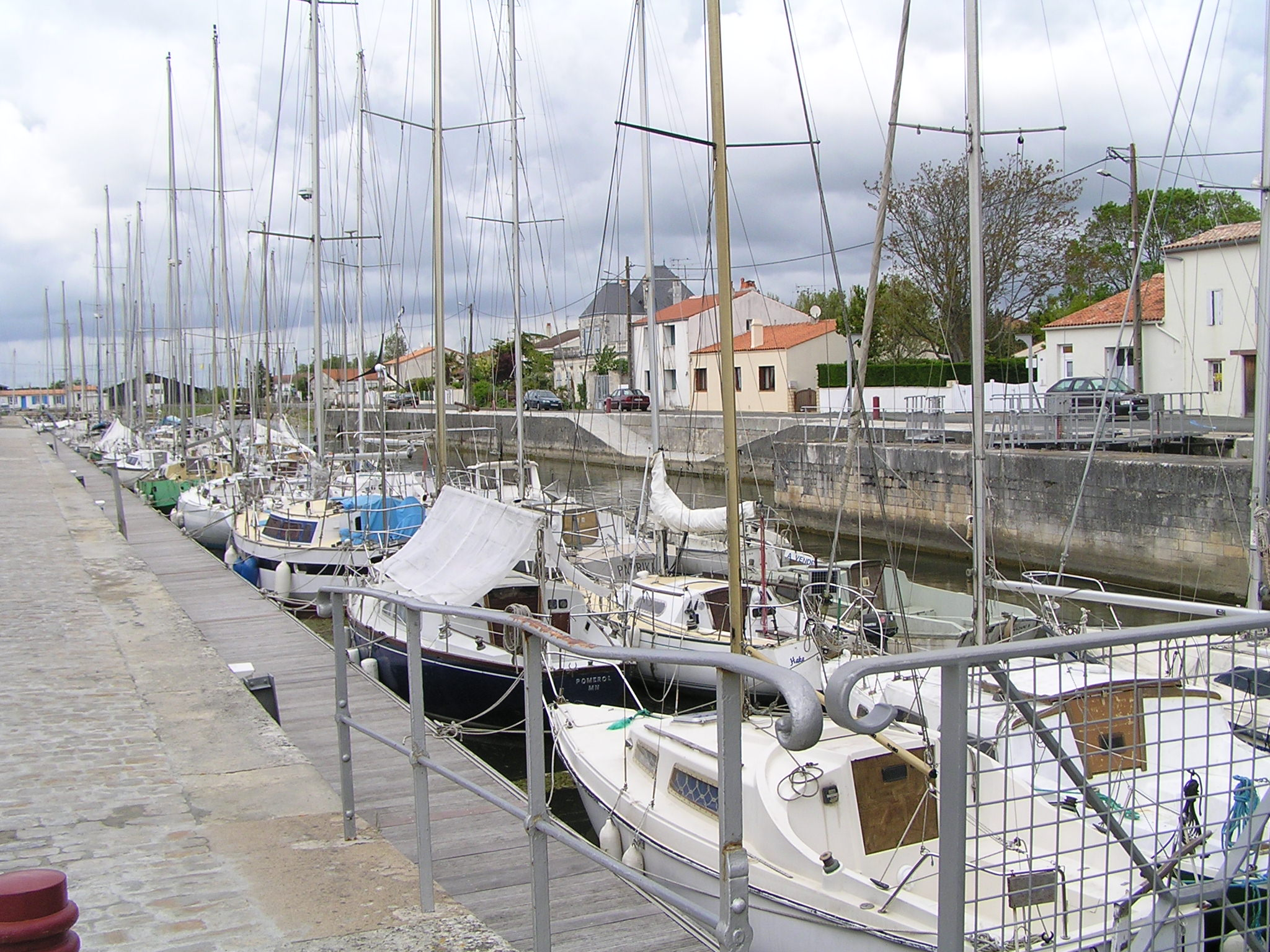
Autre vue du port de plaisance.

## Culture
La commune compte une bibliothèque municipale ainsi que plusieurs clubs musicaux et culturels.

### Lemusée Cappon
Ce fonds du musée est stocké et le musée fermé.

## Personnalités liées à la commune
- Alexandre de Labadie d'Aumay (1687-1723), capitaine général de la capitainerie de la Garde le Cote de Marans.
- Nicolas Texier de la Boëssière, maître d'armes français, y est né le 23 juillet 1723.
- Étienne François d'Aligre (1727-1800), comte de Marans, président au Parlement de Paris avant la Révolution.
- Charles-Jean-Baptiste Pinnellière (1736-1807), prêtre, député du Clergé aux États généraux de 1789.
- André-Pierre Pinson (1746-1828), chirurgien, anatomiste et artiste céroplasticien, y est né.
- François Yves Raingeard de La Blétière (1752-1820), homme politique, y est né.
- Ernest Cognacq, fondateur de La Samaritaine, y a vécu. Dans la ville, deux places et une rue portent son nom.
- Alexandre Jean (1845-1915), premier maire de Dakar, y est né.
- Marcelle Humblot (1914-1988), championne de natation, y est morte.
- Nicolas Savinaud, footballeur français qui évolua notamment au Football Club de Nantes FC Nantes.

## Héraldique
| Blason | Blasonnement : D'azur semé de croisettes recroisetées au pied fiché d'or, au croissant d'argent brochant sur le tout. |

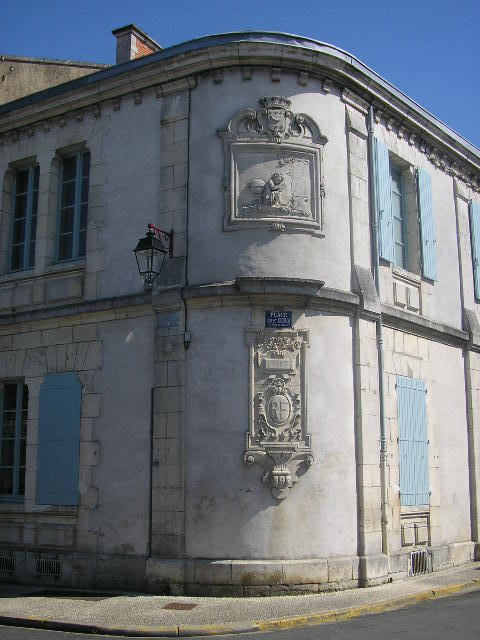
Angle de maison de la place Ernest-Cognacq à Marans.
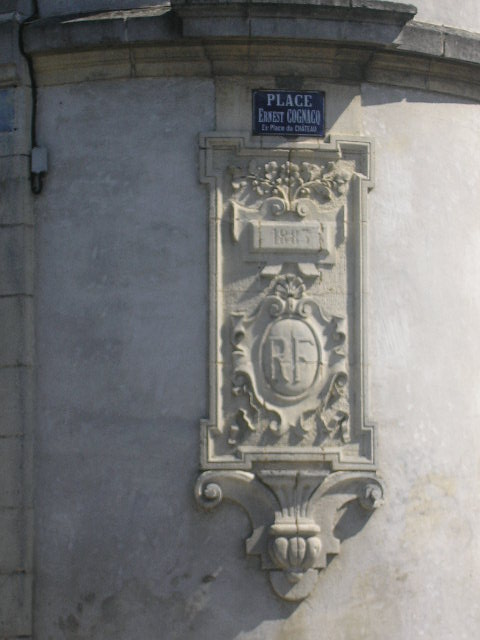
Angle de maison de la place Ernest-Cognacq à Marans (détail inférieur).
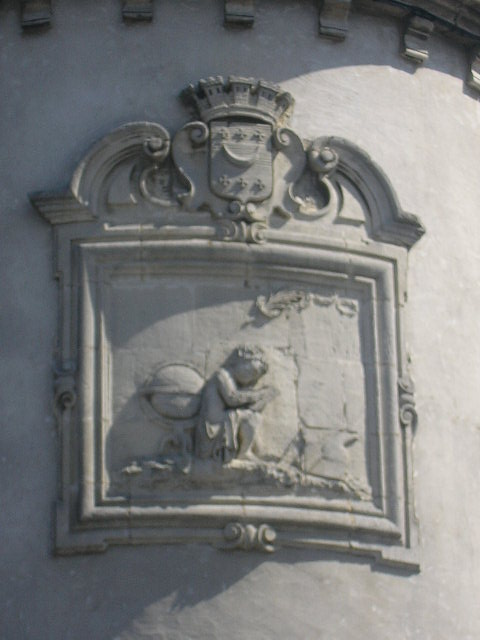
Angle de maison de la place Ernest-Cognacq à Marans (détail supérieur).
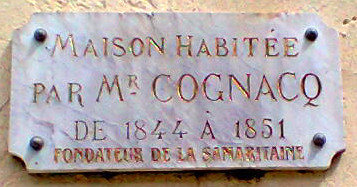
Maison habitée par Mr Ernest Cognacq.